# Campeonato Mundial de Media Maratón de 2002
El Campeonato Mundial de Media Maratón Bruselas 2002 fue una competición de media maratón organizada por la Asociación Internacional de Federaciones de Atletismo (IAAF en inglés). La undécima edición tuvo lugar el día 5 de mayo de 2002 en Bruselas, Bélgica. Contó con la participación de 198 atletas provenientes de 60 países. La carrera femenina comenzó a las 10:30 tiempo local, mientras que la masculina dio inicio a las 11:45 horas.

## Medallero
| Evento                  | Oro                                | Plata                           | Bronce                            |
| ----------------------- | ---------------------------------- | ------------------------------- | --------------------------------- |
| Individual              |                                    |                                 |                                   |
| Media maratón masculina | Paul Malakwen Kosgei Kenia 1:00:39 | Jaouad Gharib Marruecos 1:00:42 | John Yuda Tanzania 1:00:57        |
| Media maratón femenina  | Berhane Adere 1996 1:09:06         | Susan Chepkemei Kenia 1:09:13   | Jeļena Prokopčuka Letonia 1:09:15 |
| Por equipos             |                                    |                                 |                                   |
| Media maratón masculina | Kenia 3:04:42                      | Japón 3:07:12                   | Etiopía 3:07:25                   |
| Media maratón femenina  | Kenia 3:28:22                      | Rusia · 3:30:05                 | Etiopía 3:30:58                   |

## Resultados

### Media maratón masculina
Los resultados de la carrera de media maratón masculina fueron los siguientes:
| Pos.                                | Nombre                     | País            | Tiempo  | Notas         |
| ----------------------------------- | -------------------------- | --------------- | ------- | ------------- |
| Medalla de oro, Juegos Olímpicos    | Paul Kosgei                | Kenia           | 1:00:39 |               |
| Medalla de plata, Juegos Olímpicos  | Jaouad Gharib              | Marruecos       | 1:00:42 | Personal Best |
| Medalla de bronce, Juegos Olímpicos | John Yuda                  | Tanzania        | 1:00:57 |               |
| 4                                   | Yonas Kifle                | Eritrea         | 1:01:05 |               |
| 5                                   | Tesfaye Jifar              | Etiopía         | 1:01:11 |               |
| 6                                   | Shadrack Hoff              | Sudáfrica       | 1:01:23 |               |
| 7                                   | Rachid Berradi             | Italia          | 1:01:32 |               |
| 8                                   | Atsushi Sato               | Japón           | 1:01:37 | Personal Best |
| 9                                   | Charles Kamathi            | Kenia           | 1:02:01 |               |
| 10                                  | Paul Kirui                 | Kenia           | 1:02:02 |               |
| 11                                  | Julio Rey de Paz           | España          | 1:02:10 |               |
| 12                                  | Javier Cortés              | España          | 1:02:13 |               |
| 13                                  | Amebesse Tolossa           | Etiopía         | 1:02:19 |               |
| 14                                  | Marco Mazza                | Italia          | 1:02:21 |               |
| 15                                  | Hendrick Ramaala           | Sudáfrica       | 1:02:27 |               |
| 16                                  | Alberto Chaíça             | Portugal        | 1:02:29 |               |
| 17                                  | Toshihide Kato             | Japón           | 1:02:35 |               |
| 18                                  | Augustin Togon             | Kenia           | 1:02:59 |               |
| 19                                  | Kurao Umeki                | Japón           | 1:03:00 |               |
| 20                                  | Francis Yiga               | Uganda          | 1:03:04 | Personal Best |
| 21                                  | Zersenay Tadese            | Eritrea         | 1:03:05 |               |
| 22                                  | Tetsuo Nishikawa           | Japón           | 1:03:06 |               |
| 23                                  | Mohamed Serbouti           | Francia         | 1:03:08 |               |
| 24                                  | Augusto Gomes              | Francia         | 1:03:09 |               |
| 25                                  | David Morris               | Estados Unidos  | 1:03:26 |               |
| 26                                  | Jean-Berchmans Ndayisenga  | Burundi         | 1:03:27 |               |
| 27                                  | Guy Fays                   | Bélgica         | 1:03:29 |               |
| 28                                  | Janne Holmén               | Finlandia       | 1:03:33 |               |
| 29                                  | Vital Gahungu              | Burundi         | 1:03:35 |               |
| 30                                  | Josia Thugwane             | Sudáfrica       | 1:03:39 |               |
| 31                                  | Scott Larson               | Estados Unidos  | 1:03:42 |               |
| 32                                  | Moustafa Ahmed Cheboto     | Uganda          | 1:03:44 |               |
| 33                                  | Alberto Juzdado            | España          | 1:03:47 |               |
| 34                                  | Alfred Shemweta            | Suecia          | 1:03:49 |               |
| 35                                  | Jim Jurcevich              | Estados Unidos  | 1:03:51 | Personal Best |
| 36                                  | Hassan El Ahmadi           | Francia         | 1:03:52 |               |
| 37                                  | Worku Bikila               | Etiopía         | 1:03:55 |               |
| 38                                  | Brian Sell                 | Estados Unidos  | 1:03:57 | Personal Best |
| 39                                  | Odilón Cuahutle            | México          | 1:03:59 | Personal Best |
| 40                                  | Daniele Caimmi             | Italia          | 1:04:00 |               |
| 41                                  | Ndabili Bashingili         | Botsuana        | 1:04:18 |               |
| 42                                  | Frédéric Collignon         | Bélgica         | 1:04:19 | Personal Best |
| 43                                  | Christian Nemeth           | Bélgica         | 1:04:22 |               |
| 44                                  | Getachew Kebede            | Etiopía         | 1:04:23 |               |
| 45                                  | Antonio Peña               | España          | 1:04:24 |               |
| 46                                  | Stéphane Hannot            | Francia         | 1:04:24 |               |
| 47                                  | Medison Chibwe             | Zambia          | 1:04:28 |               |
| 48                                  | Marco Gielen               | Países Bajos    | 1:04:33 |               |
| 49                                  | Valdenor dos Santos        | Brasil          | 1:04:34 |               |
| 50                                  | Pavel Faschingbauer        | República Checa | 1:04:39 |               |
| 51                                  | Zhang Donglin              | China           | 1:04:46 |               |
| 52                                  | Thuso Dihoro               | Botsuana        | 1:04:53 |               |
| 53                                  | George Ntshiliza           | Sudáfrica       | 1:04:59 |               |
| 54                                  | Hidemori Noguchi           | Japón           | 1:05:06 |               |
| 55                                  | Ahmed Jumaa Jaber          | Catar           | 1:05:07 |               |
| 56                                  | Wodage Zvadya              | Israel          | 1:05:08 |               |
| 57                                  | Magnus Bergman             | Suecia          | 1:05:08 |               |
| 58                                  | Jeff Campbell              | Estados Unidos  | 1:05:24 |               |
| 59                                  | Miguel Mallqui             | Perú            | 1:05:26 |               |
| 60                                  | Takhir Mamashayev          | Bielorrusia     | 1:05:28 | Personal Best |
| 61                                  | Toni Bernadó               | Andorra         | 1:05:29 |               |
| 62                                  | Hilaire Ntirampeba         | Burundi         | 1:05:31 |               |
| 63                                  | Ali Mabrouk El-Zaidi       | Libia           | 1:05:32 |               |
| 64                                  | Viktor Lomonosov           | Bielorrusia     | 1:05:33 |               |
| 65                                  | Constantino León           | Perú            | 1:05:36 |               |
| 66                                  | Oleg Gutnik                | Bielorrusia     | 1:05:50 |               |
| 67                                  | Li Zhuhong                 | China           | 1:06:02 |               |
| 68                                  | William Struyven           | Francia         | 1:06:02 |               |
| 69                                  | Enoch Skosana              | Sudáfrica       | 1:06:03 |               |
| 70                                  | Raúl Pacheco               | Perú            | 1:06:04 |               |
| 71                                  | Yusuf Zepak                | Turquía         | 1:06:11 |               |
| 72                                  | Ahmed Abdel Mougod Solimán | Egipto          | 1:06:12 |               |
| 73                                  | Denis Curzi                | Italia          | 1:06:16 |               |
| 74                                  | Tesfit Berhe               | Eritrea         | 1:06:16 |               |
| 75                                  | Jumah Al-Noor              | Catar           | 1:06:19 |               |
| 76                                  | Ramiro Morán               | España          | 1:06:20 |               |
| 77                                  | Mcmillan Mwansa            | Zambia          | 1:06:27 | Personal Best |
| 78                                  | Adamou Aboubakar           | Camerún         | 1:06:40 |               |
| 79                                  | Ahmed Adam Saleh           | Catar           | 1:06:56 |               |
| 80                                  | Foaad Abubaker             | Catar           | 1:06:56 | Personal Best |
| 81                                  | Li He                      | China           | 1:07:03 |               |
| 82                                  | Yevgeniy Medvednikov       | Kazajistán      | 1:07:05 |               |
| 83                                  | Eduardo Rojas              | México          | 1:07:12 |               |
| 84                                  | Zeki Öztürk                | Turquía         | 1:07:21 |               |
| 85                                  | Khimu Giri                 | Nepal           | 1:07:22 | Personal Best |
| 86                                  | Drago Paripović            | Croacia         | 1:07:27 |               |
| 87                                  | Martín Toroitich           | Uganda          | 1:07:42 |               |
| 88                                  | Furkan Boyan               | Turquía         | 1:07:48 |               |
| 89                                  | Ion Luchianov              | Moldavia        | 1:08:11 |               |
| 90                                  | Rik Ceulemans              | Bélgica         | 1:08:16 |               |
| 91                                  | Hussein Hamid Mousa        | Catar           | 1:08:30 |               |
| 92                                  | Ivica Škopac               | Croacia         | 1:08:38 |               |
| 93                                  | Arkadiy Tolstyn/Nikitin    | Kirguistán      | 1:08:57 |               |
| 94                                  | Salah Juaim                | Yemen           | 1:09:28 |               |
| 95                                  | Ahmet Yavuz                | Turquía         | 1:09:41 |               |
| 96                                  | Bat-Ochir Ser-Od           | Mongolia        | 1:09:54 |               |
| 97                                  | Rafael Muñoz               | México          | 1:10:13 |               |
| 98                                  | Nedeljko Ravić             | Croacia         | 1:10:26 |               |
| 99                                  | Mathieu Kouanotso          | Camerún         | 1:10:41 |               |
| 100                                 | Umaru Mohamed              | Nigeria         | 1:10:43 |               |
| 101                                 | Vasiliy Medvedev           | Uzbekistán      | 1:10:43 |               |
| 102                                 | Raibat Dahal               | Nepal           | 1:10:57 |               |
| 103                                 | Mohamed Issa               | Libia           | 1:10:58 |               |
| 104                                 | Khasan Rakhimov            | Uzbekistán      | 1:11:19 |               |
| 105                                 | Charles Cilia              | Malta           | 1:11:24 |               |
| 106                                 | Sergey Zabavskiy           | Tayikistán      | 1:11:29 |               |
| 107                                 | Nazirdin Akylbekov         | Kirguistán      | 1:12:55 |               |
| 108                                 | Dovran Amandjayev          | Turkmenistán    | 1:13:24 |               |
| 109                                 | Kursan Jusupaliyev         | Kirguistán      | 1:14:40 |               |
| 110                                 | Sifli Ahar                 | Brunéi          | 1:14:52 |               |
| 111                                 | Kaelo Mosalagae            | Botsuana        | 1:15:31 |               |
| 112                                 | Lee Kar Lun                | Hong Kong       | 1:15:46 |               |
| 113                                 | Kun Sio Pan                | Macao           | 1:16:23 | Personal Best |
| 114                                 | Mamadou Alpha Barry        | Guinea          | 1:17:01 |               |
| 115                                 | Vladimir Escajadillo       | Perú            | 1:21:33 |               |
| 116                                 | Mark Hydes                 | Islas Caimán    | 1:22:41 |               |
| 117                                 | Ihab Salama                | Palestina       | 1:29:01 |               |
| —                                   | Berhanu Addane             | Etiopía         | DNF     |               |
| —                                   | Amara Sangare              | Guinea          | DNF     |               |
| —                                   | Robert Kipkoech Cheruiyot  | Kenia           | DNF     |               |
| —                                   | Khaingaikhuu Uvgunkhuu     | Mongolia        | DNF     |               |
| —                                   | Luis Novo                  | Portugal        | DNF     |               |
| —                                   | Mohammed Mourhit           | Bélgica         | DQ      | §             |
| —                                   | Jean-Paul Niyonsaba        | Burundi         | DNS     |               |

§ El belga Mohammed Mourhit, quien inicialmente ocupó el puesto 23.º con 1:03:08, fue descalificado por haber dado positivo para Eritropoyetina.

### Media maratón femenina
Los resultados de la carrera de media maratón femenina fueron los siguientes:
| Pos.                                | Nombre                         | País              | Tiempo  | Notas         |
| ----------------------------------- | ------------------------------ | ----------------- | ------- | ------------- |
| Medalla de oro, Juegos Olímpicos    | Berhane Adere                  | Etiopía           | 1:09:06 |               |
| Medalla de plata, Juegos Olímpicos  | Susan Chepkemei                | Kenia             | 1:09:13 |               |
| Medalla de bronce, Juegos Olímpicos | Jeļena Prokopčuka              | Letonia           | 1:09:15 |               |
| 4                                   | Mihaela Botezan                | Rumania           | 1:09:24 | Personal Best |
| 5                                   | Pamela Chepchumba              | Kenia             | 1:09:30 |               |
| 6                                   | Olivera Jevtić                 | RFS de Yugoslavia | 1:09:33 |               |
| 7                                   | Lenah Cheruiyot                | Kenia             | 1:09:39 |               |
| 8                                   | Marleen Renders                | Bélgica           | 1:09:40 |               |
| 9                                   | Mizuki Noguchi                 | Japón             | 1:09:43 |               |
| 10                                  | Asmae Leghzaoui                | Marruecos         | 1:09:46 |               |
| 11                                  | Kerryn McCann                  | Australia         | 1:09:47 |               |
| 12                                  | Svetlana Zakharova             | Rusia             | 1:09:48 | Personal Best |
| 13                                  | Lyudmila Petrova               | Rusia             | 1:09:55 |               |
| 14                                  | Sonia O'Sullivan               | Irlanda           | 1:10:04 | Personal Best |
| 15                                  | Luminița Talpoș                | Rumania           | 1:10:08 | Personal Best |
| 16                                  | Irina Safarova                 | Rusia             | 1:10:22 |               |
| 17                                  | Asha Gigi                      | Etiopía           | 1:10:42 | Personal Best |
| 18                                  | Leila Aman                     | Etiopía           | 1:11:10 | Personal Best |
| 19                                  | Mikie Takanaka                 | Japón             | 1:11:16 |               |
| 20                                  | Inés Chenonge                  | Kenia             | 1:11:25 |               |
| 21                                  | Kiyomi Ogawa                   | Japón             | 1:11:27 |               |
| 22                                  | Constantina Tomescu            | Rumania           | 1:11:34 |               |
| 23                                  | Silvia Skvortsova              | Rusia             | 1:11:39 |               |
| 24                                  | Shitaye Gemechu                | Etiopía           | 1:11:43 |               |
| 25                                  | Alina Tecuţă / Gherasim        | Rumania           | 1:11:48 |               |
| 26                                  | Gunhild Haugen                 | Noruega           | 1:11:56 |               |
| 27                                  | Mari Ozaki                     | Japón             | 1:11:57 |               |
| 28                                  | Cristina Pomacu                | Rumania           | 1:12:19 |               |
| 29                                  | Wei Yanan                      | China             | 1:12:23 |               |
| 30                                  | María Guida                    | Italia            | 1:12:26 |               |
| 31                                  | Viktoriya Klimina              | Rusia             | 1:12:33 |               |
| 32                                  | Gloria Marconi                 | Italia            | 1:12:41 |               |
| 33                                  | Chantal Dällenbach             | Francia           | 1:12:50 |               |
| 34                                  | Zhang Shujing                  | China             | 1:13:04 |               |
| 35                                  | Petra Kamínková / Drajzajtlová | República Checa   | 1:13:08 |               |
| 36                                  | Silvia Sommaggio               | Italia            | 1:13:31 |               |
| 37                                  | María Abel                     | España            | 1:13:58 |               |
| 37                                  | María Abel                     | Suecia            | 1:13:58 |               |
| 38                                  | Worknesh Tola                  | Etiopía           | 1:13:58 |               |
| 39                                  | Nili Avramski                  | Israel            | 1:13:59 | Personal Best |
| 41                                  | Irma Heeren                    | Países Bajos      | 1:14:11 |               |
| 42                                  | Mounia Aboulahcen              | Bélgica           | 1:14:13 |               |
| 43                                  | Tegla Loroupe                  | Kenia             | 1:14:23 |               |
| 44                                  | Jin Li                         | China             | 1:14:36 |               |
| 45                                  | Monia Capelli                  | Italia            | 1:14:38 | Personal Best |
| 46                                  | Rodica Moroianu                | Francia           | 1:14:49 |               |
| 47                                  | Amanda Wright-Allen            | Reino Unido       | 1:14:53 |               |
| 48                                  | Charné Rademeyer               | Sudáfrica         | 1:15:19 |               |
| 49                                  | Yelena Tolstygina              | Bielorrusia       | 1:15:27 |               |
| 50                                  | Sandra Van Den Haesevelde      | Bélgica           | 1:15:31 |               |
| 51                                  | Cathérine Lallemand            | Bélgica           | 1:15:59 |               |
| 52                                  | Rosa Gutiérrez                 | Estados Unidos    | 1:16:28 | Personal Best |
| 53                                  | Misti Demko                    | Estados Unidos    | 1:16:51 |               |
| 54                                  | Kim Pawelek                    | Estados Unidos    | 1:17:30 |               |
| 55                                  | Linda Somers                   | Estados Unidos    | 1:17:38 |               |
| 56                                  | Mónica Hostetler               | Estados Unidos    | 1:18:02 |               |
| 57                                  | Marina Gurbina                 | Kazajistán        | 1:18:33 |               |
| 58                                  | Magdaline Morobi               | Sudáfrica         | 1:18:37 |               |
| 59                                  | Carol Galea                    | Malta             | 1:18:39 |               |
| 60                                  | Yekaterina Shatnaya            | Kazajistán        | 1:18:59 |               |
| 61                                  | Gulsara Dadabayeva             | Tayikistán        | 1:19:08 |               |
| 62                                  | Caroline Desprez               | Francia           | 1:19:10 |               |
| 63                                  | Ann Parmentier                 | Bélgica           | 1:19:32 |               |
| 64                                  | Nicole Whiteford               | Sudáfrica         | 1:20:40 |               |
| 65                                  | Christiana Augustine           | Nigeria           | 1:21:59 |               |
| 66                                  | Dildar Mamedova                | Turkmenistán      | 1:21:59 | Personal Best |
| 67                                  | Rashida Sarbasova              | Kazajistán        | 1:23:06 | Personal Best |
| 68                                  | Chanda Mwansa                  | Zambia            | 1:25:43 |               |
| —                                   | Marizete Rezende               | Brasil            | DNF     |               |
| —                                   | Annemette Jensen               | Dinamarca         | DNF     |               |
| —                                   | Zahia Dahmani                  | Francia           | DNF     |               |
| —                                   | Kadiatou Diallo                | Guinea            | DNF     |               |
| —                                   | Stine Larsen                   | Noruega           | DNF     |               |
| —                                   | Carlien Cornelissen            | Sudáfrica         | DNF     |               |
| —                                   | Irina Matrosova                | Uzbekistán        | DNF     |               |
| —                                   | Yumiko Hara                    | Japón             | DNS     |               |
| —                                   | Rosita Rota Gelpi              | Italia            | DNS     |               |
| —                                   | María Condrea                  | Moldavia          | DNS     |               |
| —                                   | Nebiat Habtemariam             | Eritrea           | DNS     |               |

## Resultados por equipos

### Media maratón masculina
La clasificación final por equipos de la carrera de media maratón masculina fue la siguiente:
| Rank                                | País           | Equipo                                                        | Tiempo  |
| ----------------------------------- | -------------- | ------------------------------------------------------------- | ------- |
| Medalla de oro, Juegos Olímpicos    | Kenia          | Paul Kosgei Charles Kamathi Paul Kirui                        | 3:04:42 |
| Medalla de plata, Juegos Olímpicos  | Japón          | Atsushi Sato Toshihide Kato Kurao Umeki                       | 3:07:12 |
| Medalla de bronce, Juegos Olímpicos | Etiopía        | Tesfaye Jifar Amebesse Tolossa Worku Bikila                   | 3:07:25 |
| 4                                   | Sudáfrica      | Shadrack Hoff Hendrick Ramaala Josia Thugwane                 | 3:07:29 |
| 5                                   | Italia         | Rachid Berradi Marco Mazza Daniele Caimmi                     | 3:07:53 |
| 6                                   | España         | Julio Rey de Paz Javier Cortés Alberto Juzdado                | 3:08:10 |
| 7                                   | Francia        | Mohamed Serbouti Augusto Gomes Hassan El Ahmadi               | 3:10:09 |
| 8                                   | Eritrea        | Yonas Kifle Zersenay Tadesse Tesfit Berhe                     | 3:10:26 |
| 9                                   | Estados Unidos | David Morris Scott Larson Jim Jurcevich                       | 3:10:59 |
| 10                                  | Bélgica        | Guy Fays Frédéric Collignon Christian Nemeth                  | 3:12:10 |
| 11                                  | Burundi        | Jean-Berchmans Ndayisenga Vital Gahungu Hilaire Ntirampeba    | 3:12:33 |
| 12                                  | Uganda         | Francis Yiga Moustafa Ahmed Cheboto Martin Toroitich          | 3:14:30 |
| 13                                  | Bielorrusia    | Takhir Mamashayev Viktor Lomonosov Oleg Gutnik                | 3:16:51 |
| 14                                  | Perú           | Miguel Mallqui Constantino León Raúl Pacheco                  | 3:17:06 |
| 15                                  | China          | Zhang Donglin Li Zhuhong Li He                                | 3:17:51 |
| 16                                  | Catar          | Ahmed Jumaa Jaber Jumah Al-Noor Ahmed Adam Saleh              | 3:18:22 |
| 17                                  | Turquía        | Yusuf Zepak Zeki Öztürk Furkan Boyan                          | 3:21:20 |
| 18                                  | México         | Odilón Cuahutle Eduardo Rojas Rafael Muñoz                    | 3:21:24 |
| 19                                  | Botsuana       | Ndabili Bashingili Thuso Dihoro Kaelo Mosalagae               | 3:24:42 |
| 20                                  | Croacia        | Drago Paripović Ivica Škopac Nedeljko Ravić                   | 3:26:31 |
| 21                                  | Kirguistán     | Arkadiy Tolstyn/Nikitin Nazirdin Akylbekov Kursan Jusupaliyev | 3:36:32 |

### Media maratón femenina
La clasificación final por equipos de la carrera de media maratón femenina fue la siguiente:
| Rank                                | País           | Equipo                                                      | Tiempo  |
| ----------------------------------- | -------------- | ----------------------------------------------------------- | ------- |
| Medalla de oro, Juegos Olímpicos    | Kenia          | Susan Chepkemei Pamela Chepchumba Lenah Cheruiyot           | 3:28:22 |
| Medalla de plata, Juegos Olímpicos  | Rusia          | Svetlana Zakharova Lyudmila Petrova Irina Safarova          | 3:30:05 |
| Medalla de bronce, Juegos Olímpicos | Etiopía        | Berhane Adere Asha Gigi Leila Aman                          | 3:30:58 |
| 4                                   | Rumania        | Mihaela Botezan Luminița Talpoș Constantina Diţă-Tomescu    | 3:31:06 |
| 5                                   | Japón          | Mizuki Noguchi Mikie Takanaka Kiyomi Ogawa                  | 3:32:26 |
| 6                                   | Italia         | Maria Guida Gloria Marconi Silvia Sommaggio                 | 3:38:38 |
| 7                                   | Bélgica        | Marleen Renders Mounia Aboulahcen Sandra Van Den Haesevelde | 3:39:24 |
| 8                                   | China          | Wei Yanan Zhang Shujing Jin Li                              | 3:40:03 |
| 9                                   | Francia        | Chantal Dällenbach Rodica Moroianu Caroline Desprez         | 3:46:49 |
| 10                                  | Estados Unidos | Rosa Gutiérrez Misti Demko Kim Pawelek                      | 3:50:49 |
| 11                                  | Sudáfrica      | Charné Rademeyer Magdaline Morobi Nicole Whiteford          | 3:54:36 |
| 12                                  | Kazajistán     | Marina Gurbina Yekaterina Shatnaya Rashida Sarbasova        | 4:00:38 |

## Participación
El evento contó con la participación de 198 atletas (123 hombres y 75 mujeres) provenientes de 60 países.
- Andorra
- Australia
- Bielorrusia
- Bélgica
- Botsuana
- Brasil
- Brunéi
- Burundi
- Catar
- Camerún
- China
- Croacia
- Dinamarca
- Egipto
- Eritrea
- España
- Estados Unidos
- Etiopía
- Finlandia
- Francia
- Guinea
- Hong Kong
- Irlanda
- Islas Caimán
- Israel
- Italia
- Japón
- Kazajistán
- Kenia
- Kirguistán
- Letonia
- Libia
- Macao
- Malta
- México
- Moldavia
- Mongolia
- Marruecos
- Nepal
- Nigeria
- Noruega
- Países Bajos
- Palestina
- Perú
- Portugal
- Reino Unido
- República Checa
- Rumania
- Rusia
- Sudáfrica
- Suecia
- Tayikistán
- Tanzania
- Turquía
- Turkmenistán
- Uganda
- Uzbekistán
- Yemen
- Yugoslavia
- Zambia